# Potamanthus macrophthalmus
Potamanthus macrophthalmus is een haft uit de familie Potamanthidae. De wetenschappelijke naam van de soort is voor het eerst geldig gepubliceerd in 1984 door You.
De soort komt voor in het Oriëntaals gebied.